# 伊原敏郎
伊原 敏郎（いはら としお）、1870年5月24日（明治3年4月24日） - 1941年（昭和16年）7月26日）は、日本の演劇評論家、劇作家。
青々園（せいせいえん）という筆名を使用したため、伊原青々園としても知られる。

## 来歴
島根県松江市に、旧松江藩士の子として生まれ、伊原家としては10代目であった。第一高等学校中退、1893年二六新報に入社、青々園の名で劇評を書く。坪内逍遥と親しくなる。
1896年都新聞に入社した。1900年三木竹二と『歌舞伎』を創刊、さらに『日本演劇史』『近世日本演劇史』『明治演劇史』三部作で1933年朝日文化賞を受賞した。また、この三部作により、1936年（昭和11年）に早稲田大学より文学博士号を授与される。
新聞小説や戯曲『出雲の阿国』も書いた。
1941年（昭和16年）7月26日、咽頭がんのため神田区旅籠町の神尾病院にて死去。享年72歳。告別式は7月28日に青山葬儀所で行われた。墓所は青山霊園(1イ1-10)と、松江の長満寺にある。

## 親族
家紋：木瓜紋
- 妻 房
- 養子 栄（科学者で火薬博士として知られた西松唯一の弟。公務員）1898年8月 -

## 著書

### 絶版
- 『欝金しごき』探偵實話 （金槇堂、1901年）
- 『自轉車お玉』探偵實話 （金槇堂、1901年）
- 『新比翼塚 吉原心中』（金槇堂、1900–01年）
- 『市川團十郎』（エックス倶樂部、1902年）
- 『強盜士官』探偵實話（金槇堂、1902年）
- 『爲朝重太郎』實事小説』（駸々堂、1902年）
- 『三升格子』（金槇堂、1902年）
- 『日本刀』（駸々堂、1903年）
- 『後の爲朝』（駸々堂、1902–03年）
- 『日本演劇史』（早稻田大學出版部、1904年）
- 『影法師』（春陽堂、1906年）
- 『戀の闇』（近藤新榮堂、1906年）
- 『唾玉集』後藤宙外共編（春陽堂、1906年）
  - 新版『唾玉集　明治諸家インタヴュー集』平凡社東洋文庫（1995年）、のち電子書籍で再刊
- 『夫さだめ』（春陽堂、1907年）
- 『子煩惱　戀の闇續編』（近藤新鋭堂、1907年）
- 『新朝顏日記 春陽堂、1907年）
- 『寶息子』（春陽堂、1908年）
- 『若狹物語』（春陽堂、1908年）
- 『縁の絲 新講話』（畫報社、1909年）
- 『出雲の阿國』（同文館、1910年）
- 『新桂川』前後編（畫報社、1909–11年）
- 『房州義民傳』（岡村書店、1911年）
- 『人と人』前後編（新鋭堂、1911–12年）
- 『迷ひ子』（樋口隆文館、1911年）
- 『大將の家』（春陽堂、1913年）
- 『近世日本演劇史』（早稻田大學出版部、1913年）
- 『火の玉小僧』（大川屋書店、1915年）
- 『市川團十郎の代々』上下（市川宗家、1917年）
- 『後の強盜士官』（大川屋書店、1919年）
- 『舞臺之團十郎』 安部豊共編（舞臺之團十郎刊行會、1923年）
- 『白魚河岸』（新作社、1924年）
- 『現代大衆文學全集第25卷 伊原集』（平凡社、1929年）
- 『歌舞伎通』（四六書院、1930年）
- 『明治演劇史』（早稻田大學出版部、1933年）
- 『演劇談義 隨筆集』（岡倉書房、1934年）
- 『團十郎の芝居』（早稻田大學出版部、1934年）
- 『團菊以後 正･續』（相模書房、1937年）
  - 『團菊以後』（青蛙房、1973年、新装版2009年）
- 『伊原集』歌舞伎座劇評集、昭和2年1月〜昭和16年2月（坂上書院、1941年）
- 『歌舞伎年表』全8卷（岩波書店、1956–63年）

### 復刻版
- 『日本演劇史』近世文芸研究叢書（クレス出版、1996年）
- 『明治演劇史』近世文芸研究叢書（クレス出版、1996年）
- 『近世日本演劇史』近世文芸研究叢書（クレス出版、1996年）
- 『市川団十郎の代々・市川団十郎』近世文芸研究叢書（クレス出版、1997年）